# Tanjung Tokong
Tanjung Tokong là một vùng ngoại ô của George Town ở Penang, Malaysia. Nó nằm dọc theo bờ biển phía đông bắc của đảo Penang gần Pulau Tikus, cách 4 km (2,5 dặm) về phía tây bắc của trung tâm thành phố. Trong những thập kỷ gần đây, làng chài cũ đã được chuyển đổi thành một khu ngoại ô cao cấp của George Town, với những khu nhà cao tầng như Straits Quay nằm dọc bờ biển.
Khu vực này đã tồn tại trong nhiều thập kỷ trước khi thành lập Thuyền trưởng Francis Light khám phá ra đảo Penang vào năm 1786. Tanjung Tokong được cho là địa điểm có Trung Quốc đầu tiên định cư trên đảo Penang. Cho đến những năm 1970, làng chài Tanjung Tokong nhanh chóng đô thị hóa cùng với sự xuất hiện của các khu chung cư cao tầng gần bờ biển.
Hiện tại, việc khai hoang đất đang diễn ra ngoài khơi Tanjung Tokong nhằm tạo ra một thị trấn mới - Seri Tanjung Pinang.
Do có vị trí dọc theo bờ biển phía bắc của đảo Penang, Tanjung Tokong bị ảnh hưởng nặng nề bởi sóng thần Ấn Độ Dương 2004.

## Lịch sử

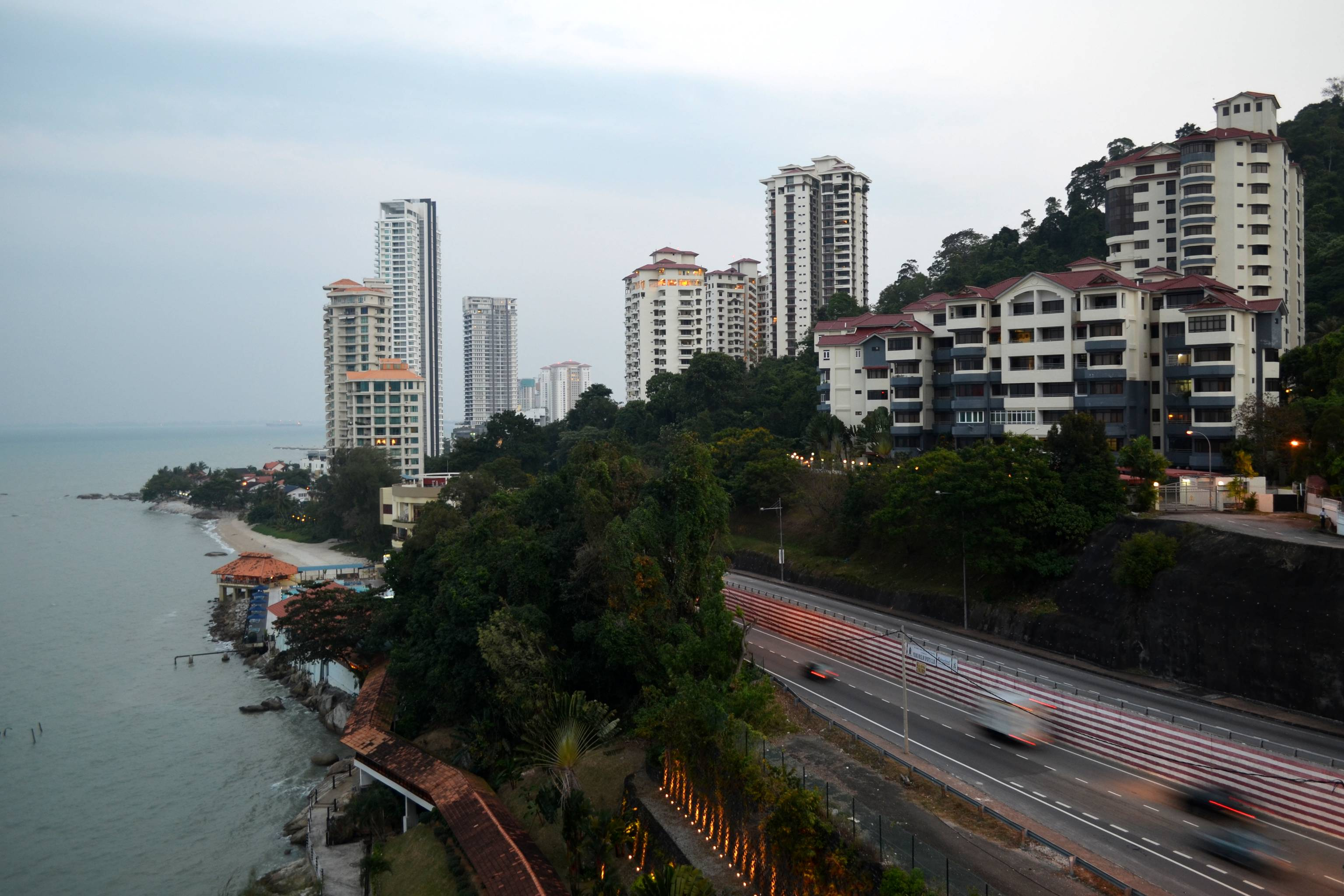
Chung cư tại Tanjung Tokong nhìn từ câu lạc bộ bơi lội Trung Quốc tại Penang.

Vào giữa thế kỷ 18, một người Trung Quốc tên là Zhang Li đã thành lập một làng chài, nơi hiện tại là Tanjung Tokong. Ông từng có ý định chèo thuyền từ Trung Quốc đến Sumatra, nhưng biển động đã đẩy ông đến đảo Penang.  Ông đến Tanjung Tokong trước khi Thuyền trưởng Francis Light đặt chân trên đảo Penang khoảng 40 năm. Hiện tại, mộ Zhang Li vẫn ở Tanjung Tokongvaf được tôn thờ bởi người Hoa ở Malaysia và Singapore ở Đền Tua Pek Kong.

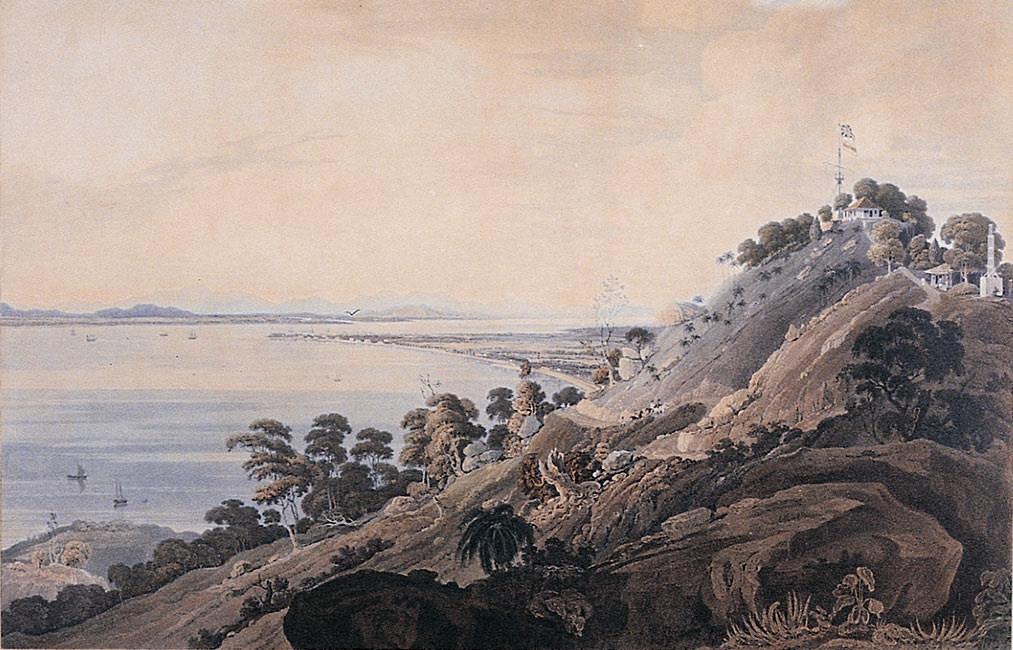
Một bức tranh năm 1818 vẽ bờ biển mà hiện tại là Tanjung Tokong, bên phải là núi Erskine.

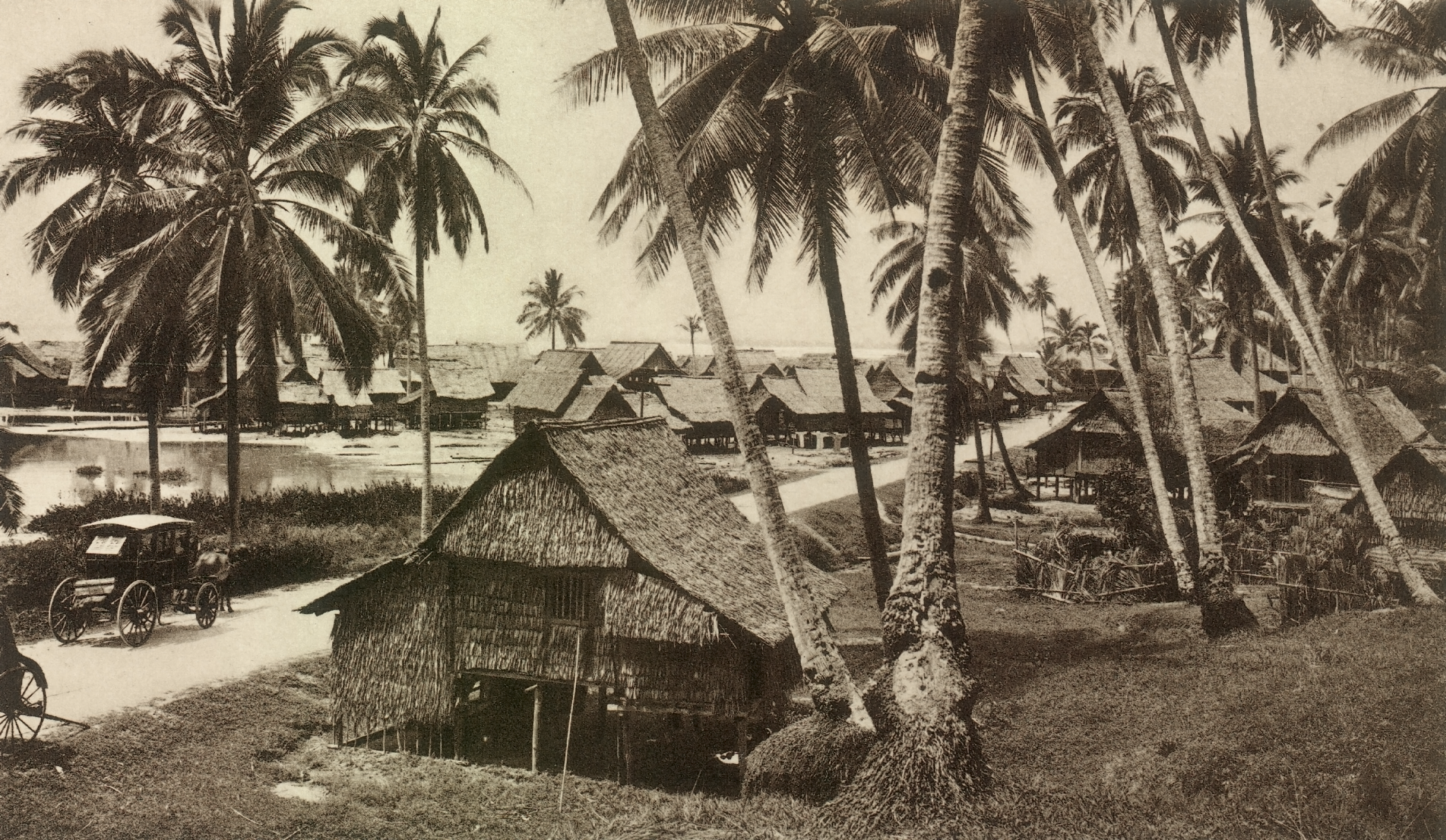
Tanjung Tokong những năm 1910

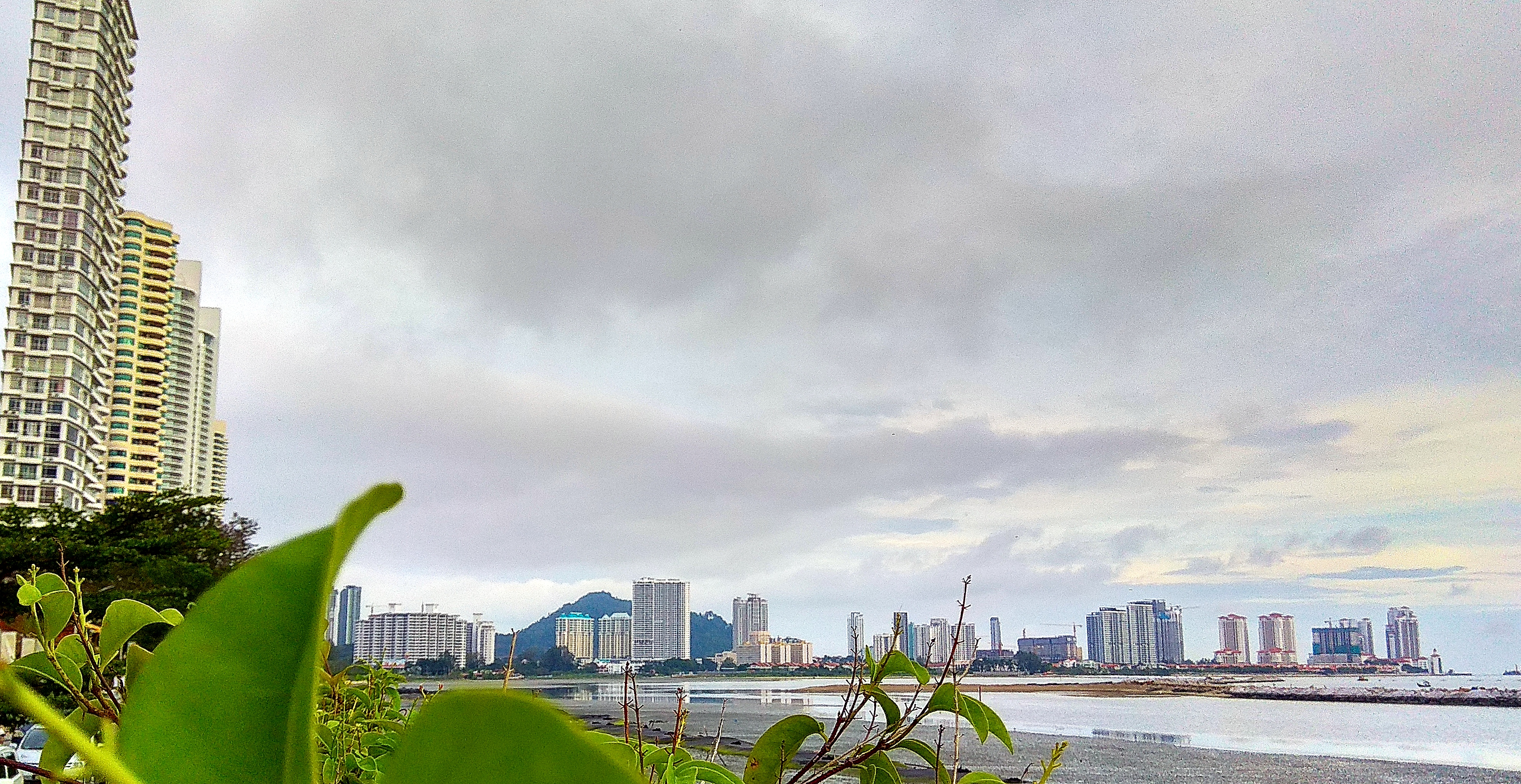
Đường chân trời của Tanjung Tokong nhìn từ Gurney Drive ở George Town

Tanjung Tokong là một làng chài cho đến những năm 1970- khi đô thị hóa khu vực bắt đầu. Các căn hộ thấp tầng, sau này là các chung cư cao tầng dần được xây dựng dọc theo bờ biển. Ngoài ra, cải tạo đất hiện đang được thực hiện ngoài khơi bờ biển như là một phần của dự án Seri Tanjung Pinang. Bến tàu mới Straits Quay được tạo ra tại vùng đất mới khai hoang và chính thức đón khách vào năm 2011.
Những phát triển này đã dẫn đến sự nâng cao các tiêu chuẩn sống khi Tanjung Tokong phát triển thành một vùng ngoại ô cao cấp của George Town, tương tự như vùng lân cận Pulau Tikus. Tuy nhiên, các dự án cải tạo đất đai cũng được cho là nguyên nhân của sự lắng đọng bùn ở Gurney Drive gần đó- một trong những bờ biển nổi tiếng của George Town. Tính đến năm 2016, một dự án cải tạo đất khác- tạo ra Gurney Wharf đang được thực hiện ngoài Gurney Drive, nhằm khắc phục vấn đề lắng đọng bùn.
Tanjung Tokong là một trong những khu vực bị ảnh hưởng nặng nhất trong trận sóng thần Ấn Độ Dương năm 2004.

## Giáo dục
Có ba trường tiểu học ở Tanjung Tokong. Dưới đây là danh sách các ngôi trường:
Trường tiểu học
- SRK Tanjong Tokong[11]
- SRJK (C) Hun Bin[12]
- SRJK (C) Phor Tay[13]

## Địa điểm du lịch
- Straits Quay
- Đền Tua Pek Kong